# Tjänstegrader vid Kanadas ridande polis
Tjänstegrader vid Kanadas ridande polis visar tjänstegrader och gradbeteckningar vid Kanadas ridande polis.
| POLISCHEFER   | POLISCHEFER         | POLISCHEFER            | POLISCHEFER              | POLISCHEFER    | POLISCHEFER    |
| Commissioner  | Deputy Commissioner | Assistant Commissioner | Chief Superintendent     | Superintendent | Inspector      |
| Commissaire   | Sous-commissaire    | Commissaire adjoint    | Surintendant principal   | Surintendant   | Inspecteur     |
| Rikspolischef |                     | Polisdirektör          | Biträdande polisdirektör | Polismästare   | Polisintendent |
| ------------- | ------------------- | ---------------------- | ------------------------ | -------------- | -------------- |
|               |                     |                        |                          |                |                |

| POLISMÄN               | POLISMÄN         | POLISMÄN                   | POLISMÄN             | POLISMÄN                   | POLISMÄN       | POLISMÄN             |
| Corps Sergeant Major   | Sergeant Major   | Staff Sergeant Major       | Staff Sergeant       | Sergeant                   | Corporal       | Constable            |
| Sergent-major du corps | Sergent-major    | Sergent-major d'état major | Sergent d'état-major | Sergent                    | Caporal        | Gendarme             |
| Poliskommissarie       | Poliskommissarie | Poliskommissarie           | Poliskommissarie     | Polisinspektör (gruppchef) | Polisinspektör | Polisassistent       |
| ---------------------- | ---------------- | -------------------------- | -------------------- | -------------------------- | -------------- | -------------------- |
|                        |                  |                            |                      |                            |                | ingen gradbeteckning |